# GiNaC
GiNaCとは、GPLのもとでリリースされているフリーの数式処理のためのC++ライブラリである。名称は、GiNacは数式処理システムではない（GiNaC is Not a Computer Algebra System）の再帰的頭字語である。この事実と異なる名称は、GNUプロジェクトをさりげなく言及している。ファインマン・ダイアグラムを計算するためのソフトウェアである xloops から利用でき、Maple の代替となることを目的に開発されているが、特に高エネルギー物理学に特化したものではない、としている。
他のほとんどの数式処理システムと異なり、GiNaCはユーザーインタフェースのための高レベルインタフェースを提供しない。この点はどちらかというと、利用者がGiNaCの実装言語であるC++言語で、記号アルゴリズムを直接記述することを促している。代数構文は、C++オペレータのオーバーロードによって実現される。